# Droga na Kalwarię (obraz Petera Paula Rubensa)

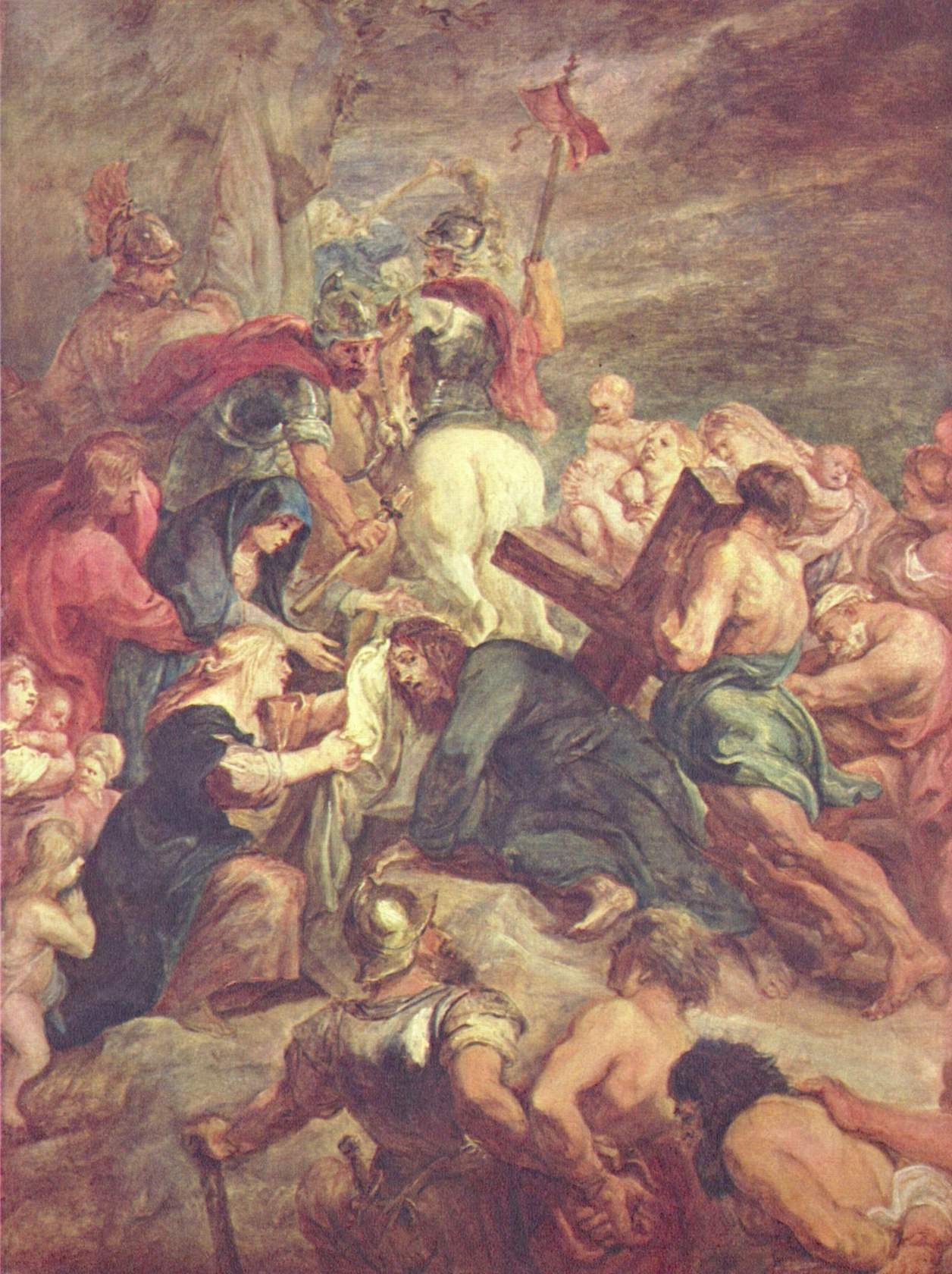
Droga na Kalwarię – Inna wersja Drogi na Kalwarię

Droga na Kalwarię (niderl. De kruisdraging van Christus met de ontmoeting met de H. Veronica) – obraz flamandzkiego malarza Petera Paula Rubensa, namalowany w latach 1636–1637.

## Opis
Obraz powstał dla opackiego kościoła w Afflighem koło Brukseli. Temat został zaczerpnięty z Nowego Testamentu i opisuje wydarzenia Wielkanocne, a dokładnie drogę krzyżową Chrystusa na Golgotę. Przedstawiona scena była odtwarzana jako VI stacja drogi krzyżowej rozpropagowanej przez franciszkanów. Rubens nie trzymał się dokładnie relacji ewangelii. U dołu obrazu namalował dwóch złoczyńców zakutych w kajdany i popędzanych na górę. Prawdopodobnie byli to ci sami, którzy później zawiśli obok Jezusa. Zbawiciel został uchwycony w momencie upadku pod ciężarem krzyża. Jego twarz jest ocierana z krwi i potu przez Weronikę. Na chuście według legendy, miała odbić się twarz Jezusa i od XVIII wieku jest ona przechowywana w bazylice św. Piotra w Rzymie. Szymon Cyrenejczyk przedstawiony jako muskularny mężczyzna, podbiega do leżącego Chrystusa i pomaga mu dźwignąć krzyż. Za Jezusem na kolejnym planie widoczni są żołnierze na koniach z włóczniami i flagami. Nad nimi kłębią się czarne chmury.
Ogromne dzieło miało zająć miejsce starszego poliptyku ołtarzowego. Namalowane w formacie pionowym, miało odpowiednio uchwycić cały motyw drogi krzyżowej. Rubens zastosował tu zygzakowatą kompozycję pionową: na dole scenę ze złoczyńcami, powyżej scenę z Jezusem, a na górze dynamiczną scenę z żołnierzami. Chrystus stanowi centralny punkt obrazu, a jego twarz skierowana jest ku widzowi. Kontakt wzrokowy ze Zbawicielem, przemawia do odbiorcy, prowokując do zastanowienia się nad własnymi grzechami i nad cierpieniem Chrystusa, który za nie został ukrzyżowany.
Istnieją przynajmniej dwie wersje tego obrazu i kilka o tej samej tematyce, które wyszły spod ręki Rubensa. W 1632 roku mistrz namalował Drogę na Kalwarię, obraz obecnie znajduje się w Berkeley Art Museum